# Tour de Vinde
La tour de Vinde ou tour de Noirmont (en jersiais : La Tou d'Vînde) est une tour Martello qui s'élève sur la côte méridionale de l'île de Jersey dans la paroisse de Saint-Brélade.

## Descriptif
La tour de Vinde ou de Noirmont a été érigée durant les guerres napoléoniennes pour défendre l'île Anglo-Normande de Jersey. Elle a été édifiée sur la Vingtaine de Noirmont située sur la paroisse de Saint-Brélade. Le nom de "Vinde" vient du normand est signifie en français : virer de bord. La tour s'élève à la pointe du Bec de Noirmont. Elle est accessible à pied par marée basse.
La tour a été bâtie sur l'architecture militaire du type des tours dite tour Martello qui sont des petites forteresses défensives construites par l'empire britannique. la tour a une hauteur de 7 mètres (avec deux étages) et d'un diamètre de 8 mètres. La tour peut abriter un officier et une quinzaine d'hommes. Sa structure ronde et son mur sont solides et épais et la rend très résistante aux tirs de canon tandis qu'à son sommet, une plateforme peut accueillir une pièce d'artillerie lourde, montée sur le toit plat et capable de tourner sur 360 degrés.
Avec sa couleur caractéristique en bandes horizontales noires et blanches, la tour est utilisée comme amer pour la navigation maritime. Depuis 1915, la tour est surmontée d'une lumière émet quatre flashs blancs toutes les douze secondes.

## Galerie photographique

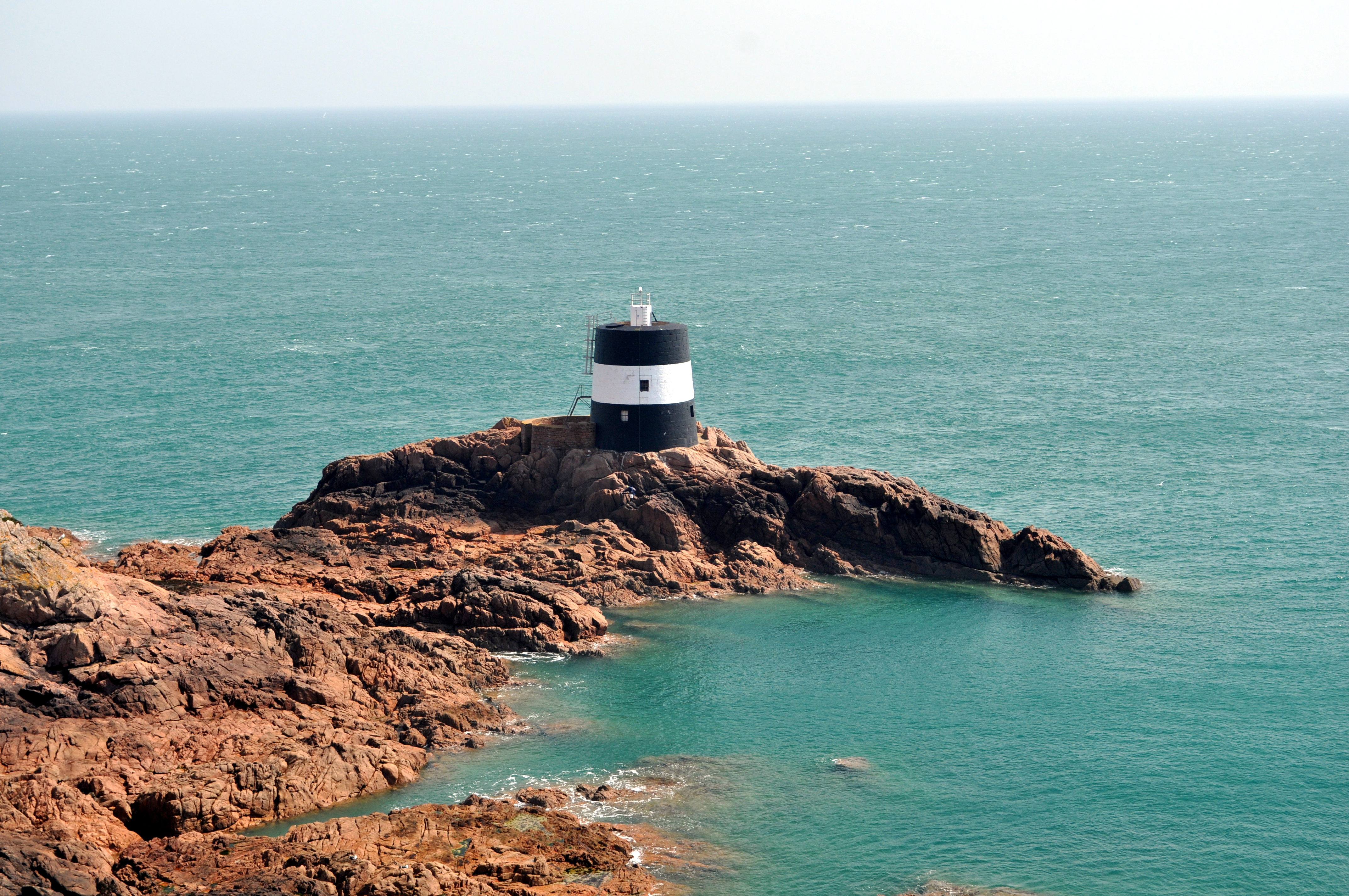
La tour édifiée à la pointe du Bec de Noirmont.
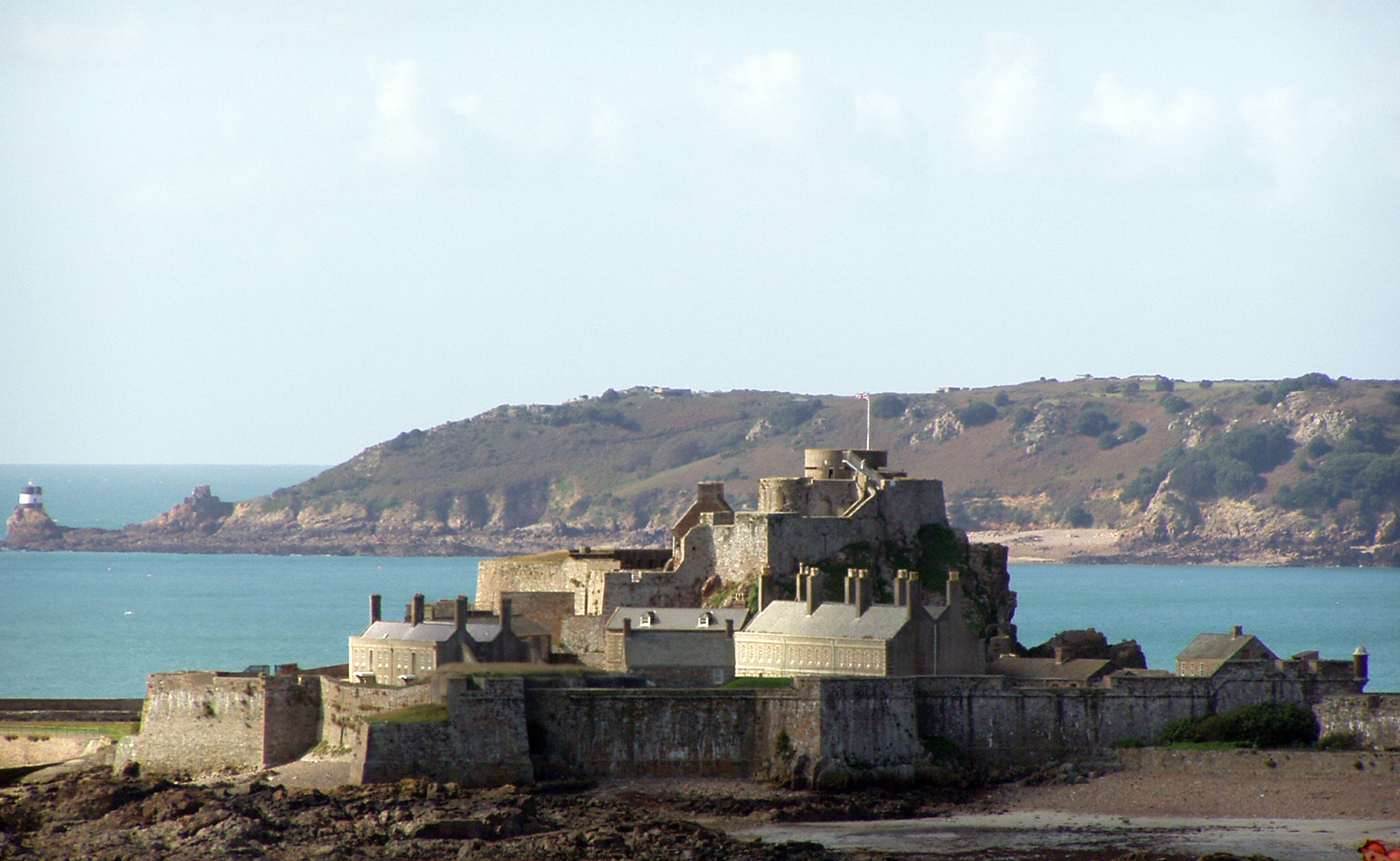
Vue de Saint-Hélier depuis la tour de Vinde.
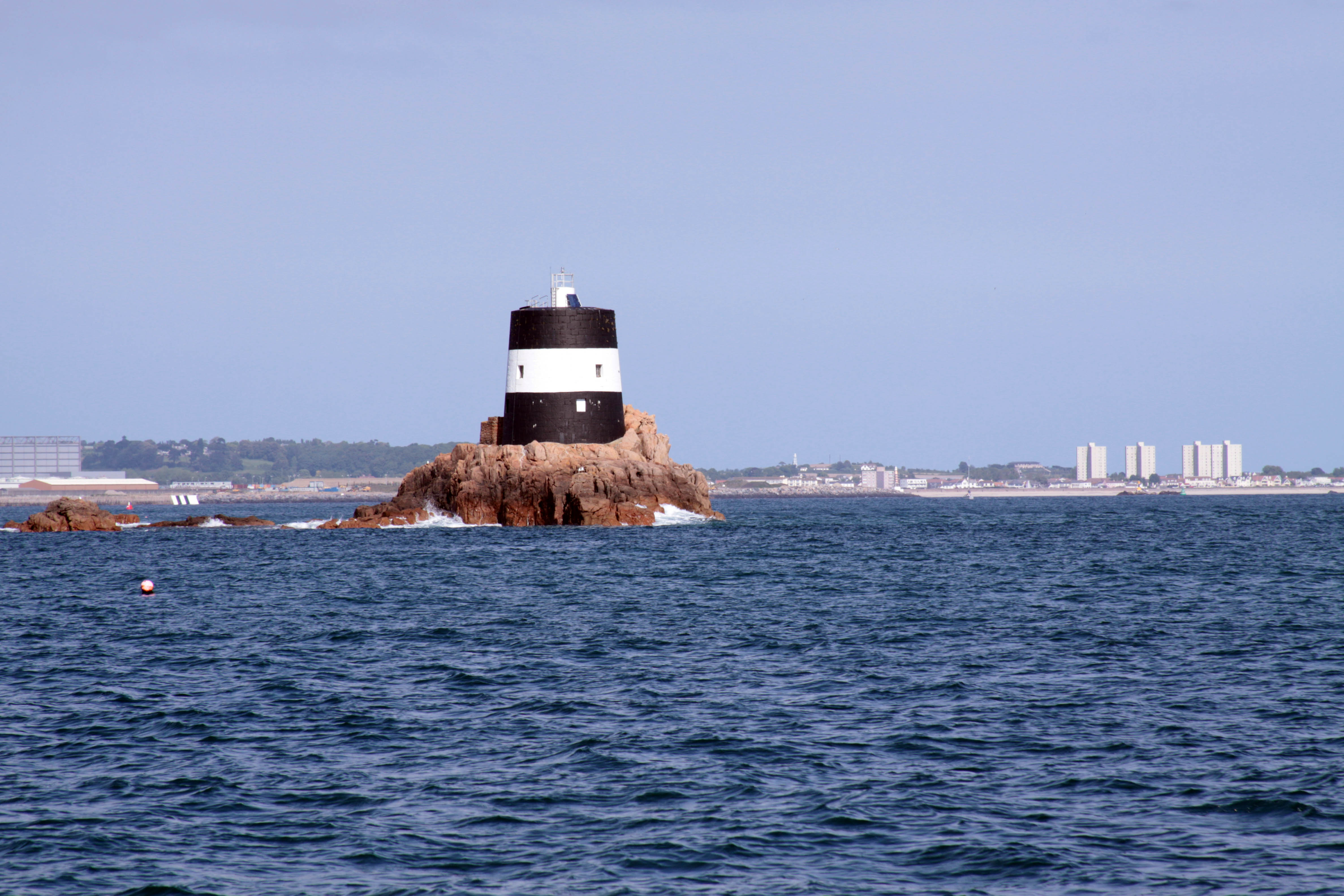
Vue de la tour depuis le château d'Elizabeth.